# Макаркин, Николай Владимирович
Николай Владимирович Макаркин — советский хозяйственный, государственный и политический деятель.

## Биография
Родился в 1921 году. Член КПСС с 1943 года.
Участник Великой Отечественной войны, комсорг 89-го полка НКВД по охране железных дорог. С 1946 года — на хозяйственной, общественной и политической работе. В 1946—1989 гг. — комсомольский работник в войсках НКВД, партийный работник в Туркменской ССР, секретарь Сталинского районного комитета КП Туркменистана города Ашхабада, заведующий отделом партийных органов Ашхабадского обкома КП Туркменистана, 1-й секретарь Чарджоуского городского комитета КП Туркменистана, заведующий Отделом административных органов ЦК КП Туркменистана, председатель Комитета народного контроля Туркменской ССР. 
Избирался депутатом Верховного Совета Туркменской ССР 5-11-го созывов.
Умер после 1988 года.